# Kakolanmäki-gevangenis
De Kakolanmäki-gevangenis was een gevangenis in de Finse stad Turku. De gevangenis bestaat uit drie verbonden gebouwen die zich op de 42 meter hoge Kakolanmäki-heuvel bevinden. De gevangenis werd in 1853 gebouwd uit het graniet dat uit diezelfde heuvel gewonnen is. In 2007 sloot de gevangenis en werden de cellen omgezet tot woningen. Er bevindt zich hier ook nog een museum gewijd aan de geschiedenis van de gevangenis. Vanwege zijn iconische uiterlijk heeft het de hoogste beschermingsstatus van de Finse monumentenvereniging gekregen.